# Flughafen Antalya

i7
i11
i13
Der Flughafen Antalya (türkisch Antalya Havalimanı, IATA-Code: AYT, ICAO-Code: LTAI), der mittlerweile aus einem nationalen sowie zwei internationalen Terminals besteht, liegt rund zehn Kilometer östlich des Stadtzentrums von Antalya und ist über die gut ausgebaute Schnellstraße D 400 erreichbar. Innerhalb der Türkei nimmt er nach dem Flughafen Istanbul beim Passagieraufkommen mit über 35 Millionen Passagieren pro Jahr den zweiten Platz ein (Stand 2019).
Der Flughafen verfügt über drei Start-/Landebahnen, wobei für den zivilen Verkehr die Startbahnen 18C/36C und 18L/36R vorgesehen sind. Beide können unabhängig voneinander betrieben werden und verfügen über Schnellabrollwege. Die dritte Startbahn 18R/36L ist den im westlichen Teil des Flughafens angesiedelten Luftstreitkräften vorbehalten.
Bis Ende 2026 entsteht im Zuge einer nächsten Ausbaustufe ein neuer Flugsicherungsturm.

## Terminals
Die Terminals des Flughafens sind voneinander unabhängig, was auch bedeutet, dass keinerlei bauliche Verbindung besteht, um von einem Terminal in das andere zu gelangen. Eine Ausnahme ist das Inlandsterminal, das an das Terminal 1 angebaut wurde.

### Nationales Terminal

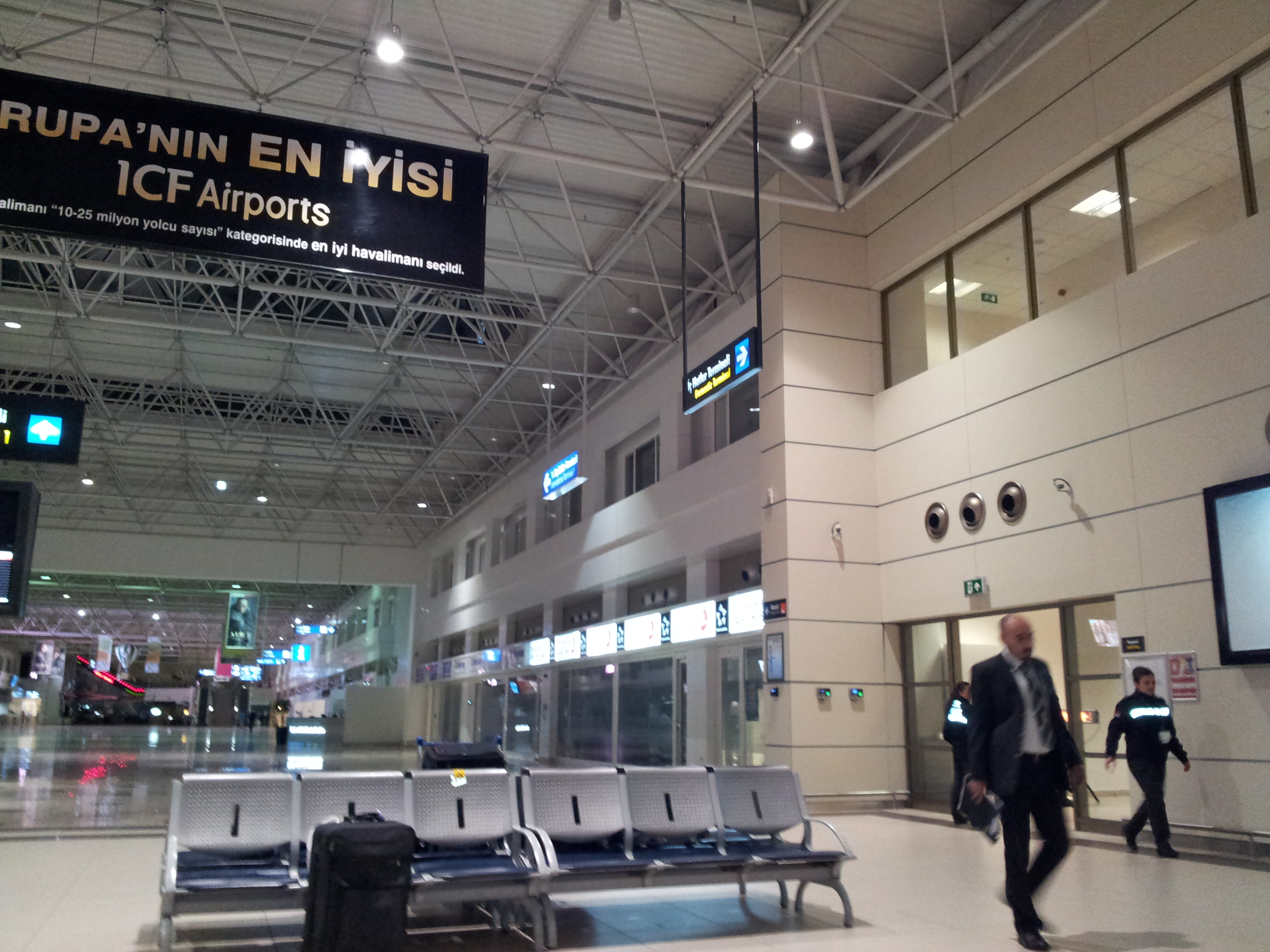
Das an das Terminal 1 angebaute Inlandsterminal ist deutlich zu erkennen

Das alte und erste Terminal des Flughafens (türkisch Antalya Havalimanı iç hatlar terminali), das im Vergleich zu den anderen Gebäudekomplexen mit 20.480 m² Grundfläche und vier Gates eher klein ist, fertigte bis 1998 sämtliche Flüge ab. In Stoßzeiten wie der Feriensaison herrschten im völlig überfüllten Terminal zum Teil chaotische Zustände, sodass Urlauber aufgrund von Sicherheitskontrollen am Eingang teilweise bis zu einer halben Stunde bei über 40 °C und ohne Sonnenschutz warten mussten, ehe sie das Gebäude betreten konnten. Ähnliche Situationen fand man auch bei den Check-in-Schaltern und an den Passkontrollen vor. Das Terminal wurde zuletzt deutlich über der vorgesehenen Kapazitätsgrenze betrieben, was in der Folge zu teils massiven Verspätungen führte. Nach der Renovierung vor einigen Jahren wurde dieses Terminal vor allem von AtlasGlobal, Onur Air, Pegasus Airlines und Turkish Airlines zur Abwicklung von Inlandsflügen genutzt.

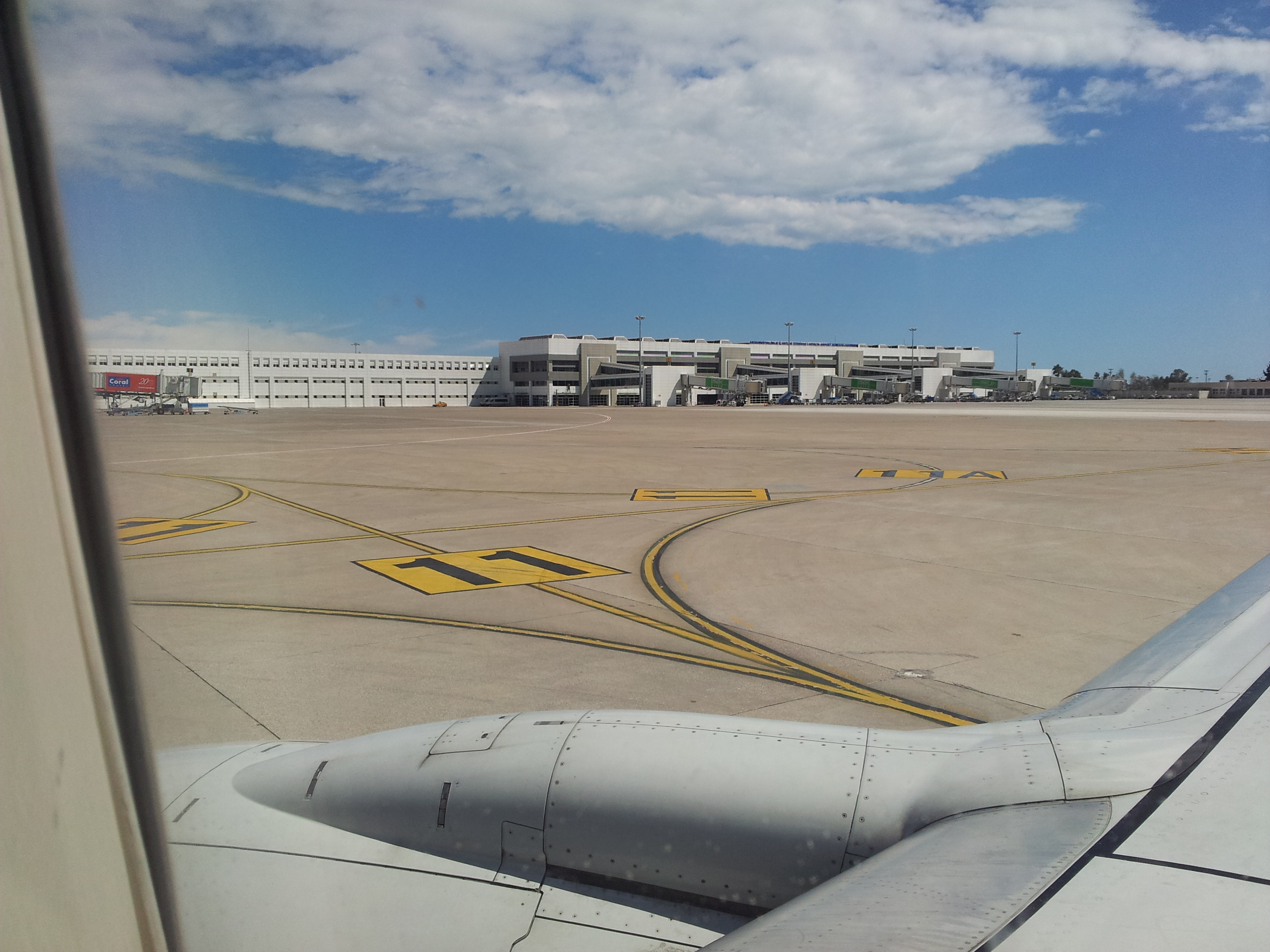
Das Inlandsterminal vom Vorfeld aus einer Boeing 737-800 fotografiert

2009 wurde an gleicher Stelle ein neues Terminal errichtet, das im Frühjahr 2010 den Betrieb aufnahm. Das Terminal wird als Inlandsterminal mit der Nummer 3 geführt und ist ausschließlich für Inlandsflüge vorgesehen. Die Check-In-Halle schließt sich direkt an die des Terminal 1 an. Das Terminal verfügt über 4 Fluggastbrücken. Im Innenbereich ist das Gebäude außerdem mit Fastfood-Restaurants sowie einem VIP/CIP-Bereich von Turkish Airlines ausgestattet. Seit Frühjahr 2025 ist durch Ausbaumaßnahmen des Flughafenbetreibers die Fläche des Inlandsterminals um 38.000 m² erhöht worden auf nunmehr 75.000 m².

### 1. internationales Terminal

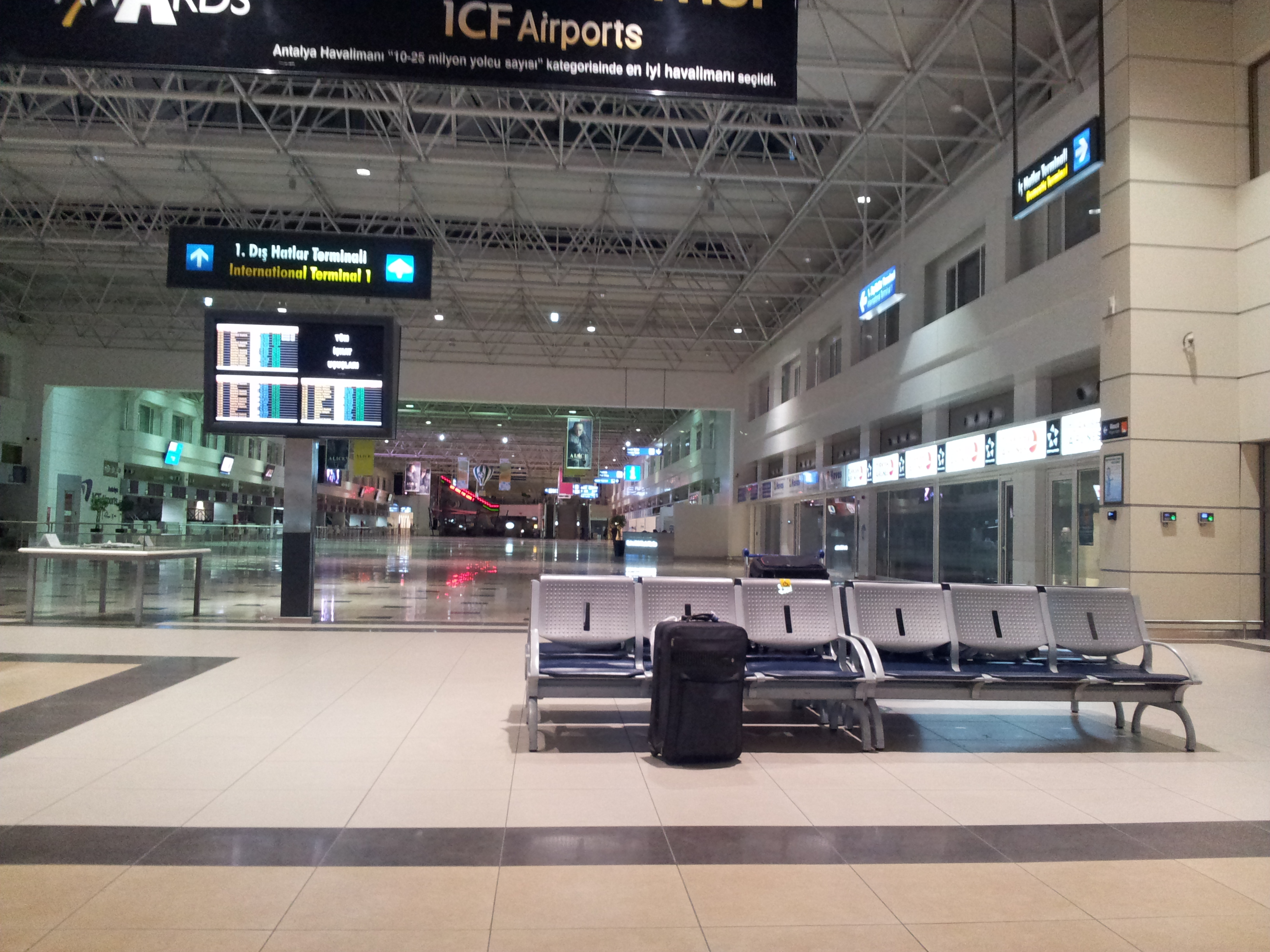
Blick aus dem Inlandsterminal in das Internationale Terminal 1

Das moderne, mit 54.300 m² Grundfläche weitaus größere 1. internationale Terminal (türk. Antalya Havalimanı 1. dış hatlar terminali) ging am 1. April 1998 in Betrieb. Die Baukosten für den Gebäudekomplex sowie für einen vorgelagerten Parkplatz mit insgesamt 725 Stellflächen betrugen rund 65 Mio. US$. Dieses Terminal entlastete das alte Terminal, indem es fortan den gesamten Flugverkehr abwickelte. Infolgedessen wurde das alte Terminal nicht mehr genutzt und stand leer. Mit der fortschreitenden Entwicklung der Türkei als beliebtes Urlaubsziel in der Mittelmeerregion nahmen die Passagierzahlen jedoch so stark zu, dass es auch hier teilweise zu ähnlichen Engpässen in der Abwicklung kam. Die reguläre Nutzung des Terminals erfolgt aktuell vorwiegend für internationale Sunexpress-Flüge. Im Winter werden hier alle internationalen Flüge abgefertigt.

### 2. internationales Terminal

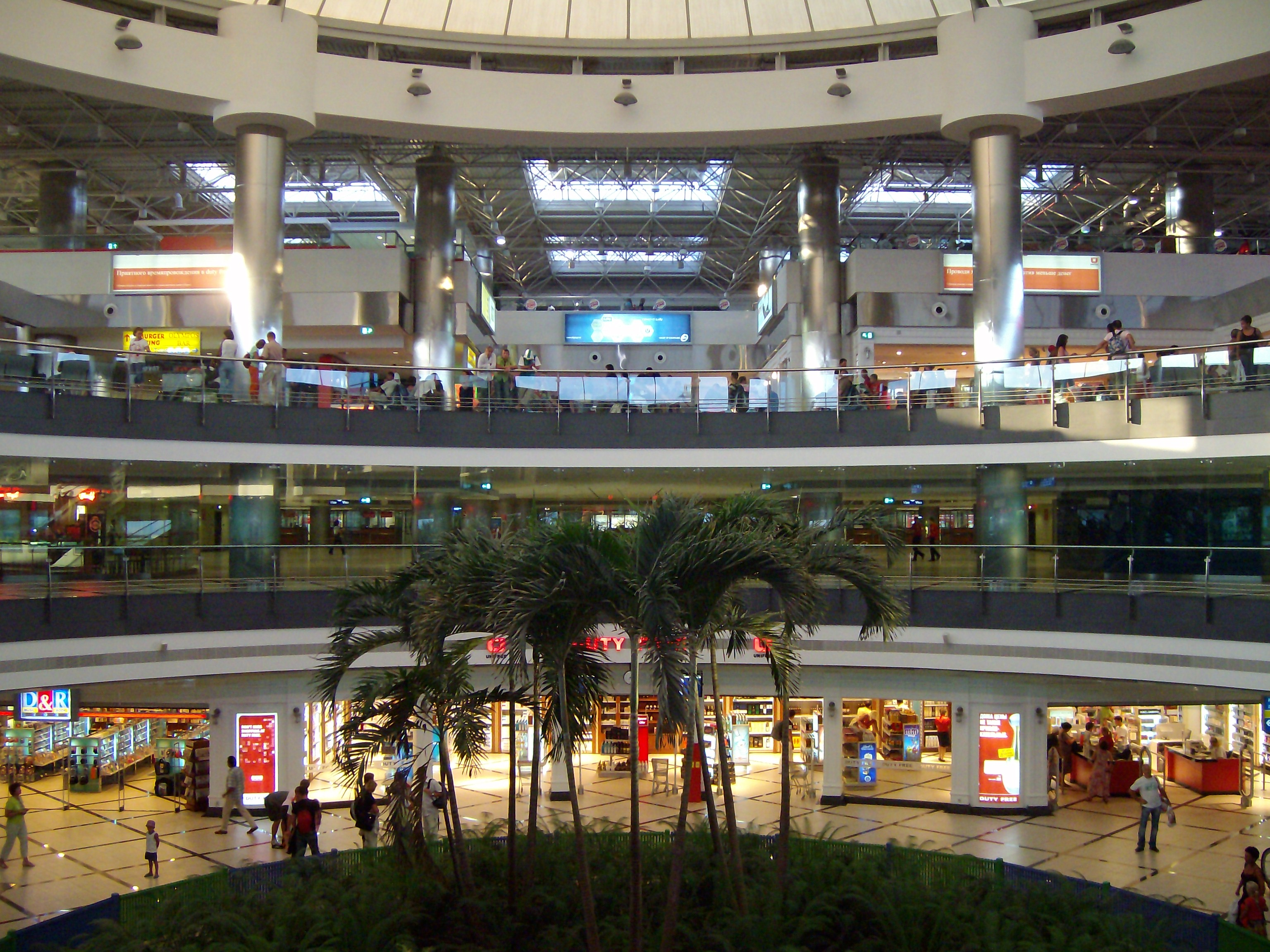
Die Abflughalle des 2. internationalen Terminals

Mit der Eröffnung des 2. internationalen Terminals (türk. Antalya Havalimanı 2. dış hatlar terminali) am 7. April 2005, das die Passagierkapazität nunmehr verdoppelte, scheinen vorläufig alle Probleme gelöst zu sein. Es ist annähernd baugleich mit dem 1. internationalen Terminal. Die Baukosten für den etwa 77.000 m² großen Gebäudekomplex sowie für einen vorgelagerten Parkplatz mit insgesamt 750 Stellflächen betrugen etwa 85,5 Mio. US$. Ebenfalls in diesem Gebäudekomplex angesiedelt ist ein CIP/VIP-Terminal. An diesem Terminal werden nahezu alle internationalen Flüge von deutschen und türkischen Airlines (mit Ausnahme von SunExpress, Corendon Airlines und Pegasus Airlines) abgefertigt. In der Wintersaison ist dieses Terminal seit einigen Jahren geschlossen. Alle internationalen Flüge werden dann am Terminal 1 abgefertigt. 
Die Betreibergesellschaft Fraport TAV Antalya Yatırım Yapım ve İşletme A.Ş. investiert derzeit in den Flughafenausbau in Milliardenhöhe. In einer ersten Ausbauphase wurde des 2. internationale Terminal massiv ausgebaut und um 132.000 m² vergrößert (Kosten lt. Fraport 850 Mio. €), was seit der Inbetriebnahme des Anbaus im April 2025 die Kapazität des Flughafens Antalya auf 40.000.000 Passagiere pro Jahr anwachsen ließ. Terminal 2 dient fortan als Hauptabfertigungsgebäude für internationale Flüge, einschließlich Charterflüge. Nach Abschluss aller Ausbauphasen soll die Kapazität des Flughafens mittelfristig bis zu 80.000.000 Passagiere pro Jahr betragen.

### Betreibergesellschaften
Seit dem 23. September 2009 betreibt die Fraport IC Içtaş Antalya Airport Terminal Investment and Management Inc, eine Tochtergesellschaft der Fraport AG, alle drei Terminals. Die Konzession zum Betrieb aller drei Terminals läuft bis zum Jahr 2024.
Zuvor gestalteten sich die Betreiberverhältnisse wie folgt:
- Nachdem das nationale Terminal seit dessen Inbetriebnahme von der staatlichen Luftfahrtbehörde DHMI betrieben worden war, wurde Fraport ab Mitte September 2007 Mitbetreiber des Terminals. Die für Terminalbetrieb und -management zuständige Gesellschaft nannte sich von nun an Fraport IC Içtaş Antalya Airport Terminal Investment and Management Inc.
- 1999 erwarb Fraport 50 % der Anteile am 1. internationalen Terminal, 2006 übernahm sie sämtliche Anteile und wurde zur alleinigen Gesellschafterin. Auch dieses Terminal wird seit Mitte September 2007 gemeinsam unter dem Dach der Fraport IC Içtaş Antalya Airport Terminal Investment and Management Inc betrieben.
- Das 2. internationale Terminal wurde seit Inbetriebnahme gemeinsam von Çelebi und IC betrieben und ging am 23. September 2009 in den Verantwortungsbereich der Fraport-Tochter über.
Durch die Eröffnung des „Konkurrenz-Terminals“ im April 2005 durch Çelebi und IC brachen die Passagierzahlen an dem von der Fraport AG verwalteten Terminal um mehr als 60 % ein, wodurch die Konzernbilanz hinsichtlich der Steigerung des Passagieraufkommens insgesamt sogar negativ ausfiel.
- Die Konzession der Flughafenbetreibergesellschaft, die nun die Firmenbezeichnung Fraport TAV Antalya Yatırım Yapım ve İşletme A.Ş. trägt, wurde beginnend mit dem 1. Januar 2027 um 25 weitere Jahre verlängert und bleibt somit bis zum Ende des Jahres 2051 erhalten.

## Verkehrsanbindung
Vom Flughafen aus bestehen regelmäßige Busverbindungen in die Innenstadt sowie zum außerhalb der Stadt gelegenen Busbahnhof (türk. otogar).
Die Stadtbuslinie 600 verbindet alle 30 Minuten Terminal 2 und das nationale Terminal (incl. Terminal 1) mit dem Busbahnhof und hält auf der rund einstündigen Fahrt auch in einigen zentrumsnahen Stadtteilen.
Des Weiteren besteht ein privater Shuttle Service der Havaş Ground Handling vom nationalen Terminal (nahe Terminal 1). Die Abfahrtszeiten richten sich nach den Ankünften am nationalen Terminal. In umgekehrter Fahrtrichtung verkehrt der Bus im Stundentakt. Rückfahrt nur aus der Innenstadt vom Büro der Turkish Airlines.
Die Straßenbahn Antalya verbindet seit 2016 den Flughafen mit der Innenstadt und dem Busbahnhof.

## Fluggesellschaften und Ziele
Der Flughafen Antalya bietet nationale Linienflüge sowie Auslandsverbindungen an. 
Insbesondere in der Sommersaison bieten zahlreiche Fluggesellschaften Verbindungen aus dem deutschsprachigen Raum an, wobei Antalya eines der wichtigsten Mittelstreckenziele im Chartergeschäft darstellt. 
Antalya wird von Fluggesellschaften aus ganz Europa regelmäßig angeflogen und auch hier dominiert der Charterverkehr.

## Statistik
| Jahr   | Inland    | Veränderung Inland | International | Veränderung International | Gesamt     | Veränderung Gesamt |
| ------ | --------- | ------------------ | ------------- | ------------------------- | ---------- | ------------------ |
| 2024 * | 6.575.344 | ▲ 3,8 %            | 31.679.561    | ▲ 8,5 %                   | 38.254.905 | ▲ 7,6 %            |
| 2023   | 6.334.004 | ▲ 4,2 %            | 29.204.383    | ▲ 16,2 %                  | 35.538.387 | ▲ 13,9 %           |
| 2022   | 6.079.262 | ▲ 27,5 %           | 25.130.857    | ▲ 45,7 %                  | 31.210.119 | ▲ 41,8 %           |
| 2021   | 4.864.678 | ▲ 55,6 %           | 17.142.430    | ▲ 160,3 %                 | 22.007.108 | ▲ 126,6 %          |
| 2020   | 3.138.317 | ▼ 55,7 %           | 6.633.311     | ▼ 76,8 %                  | 9.771.628  | ▼ 72,6 %           |
| 2019   | 7.078.219 | ▼ 6,4 %            | 28.635.987    | ▲ 19,3 %                  | 35.714.206 | ▲ 13,1 %           |
| 2018   | 7.563.107 | ▲ 1,9 %            | 24.003.110    | ▲ 30,1 %                  | 31.566.217 | ▲ 22,0 %           |
| 2017   | 7.423.766 | ▲ 5,3 %            | 18.448.685    | ▲ 57,4 %                  | 25.872.451 | ▲ 37,9 %           |
| 2016   | 7.048.239 | ▲ 2,1 %            | 11.720.296    | ▼ 43,8 %                  | 18.768.535 | ▼ 32,4 %           |
| 2015   | 6.906.364 | ▲ 10,8 %           | 20.863.040    | ▼ 5,5 %                   | 27.769.404 | ▼ 1,9 %            |
| 2014   | 6.230.885 | ▲ 12,7 %           | 22.072.307    | ▲ 2,7 %                   | 28.303.192 | ▲ 4,8 %            |
| 2013   | 5.526.485 | ▲ 11,8 %           | 21.492.138    | ▲ 6,6 %                   | 27.018.623 | ▲ 7,7 %            |
| 2012   | 4.943.308 | ▲ 9,5 %            | 20.152.836    | ▼ 1,7 %                   | 25.096.144 | ▲ 0,3 %            |
| 2011   | 4.516.485 | ▲ 22,3 %           | 20.511.172    | ▲ 12,0 %                  | 25.027.657 | ▲ 13,7 %           |
| 2010   | 3.694.085 | ▲ 17,8 %           | 18.318.942    | ▲ 20,4 %                  | 22.013.027 | ▲ 20,0 %           |
| 2009   | 3.135.139 | ▲ 21,1 %           | 15.210.554    | ▼ 6,1 %                   | 18.345.693 | ▼ 2,4 %            |
| 2008   | 2.588.054 | ▲ 1,5 %            | 16.201.203    | ▲ 6,9 %                   | 18.789.257 | ▲ 6,1 %            |
| 2007   | 2.550.396 | ▲ 6,0 %            | 15.159.989    | ▲ 23,9 %                  | 17.710.385 | ▲ 21,0 %           |
| 2006   | 2.406.626 | ▲ 49,6 %           | 12.235.417    | ▼ 14,2 %                  | 14.642.043 | ▼ 7,7 %            |
| 2005   | 1.608.749 | ▲ 47,2 %           | 14.256.114    | ▲ 13,5 %                  | 15.864.863 | ▲ 16,2 %           |
| 2004   | 1.092.858 | ▲ 77,6 %           | 12.563.195    | ▲ 28,8 %                  | 13.656.053 | ▲ 31,7 %           |
| 2003   | 615.420   | ▲ 5,4 %            | 9.756.180     | ▲ 0,1 %                   | 10.371.600 | ▲ 0,4 %            |
| 2002   | 584.077   | –                  | 9.750.874     | –                         | 10.334.951 | –                  |

## Zwischenfälle

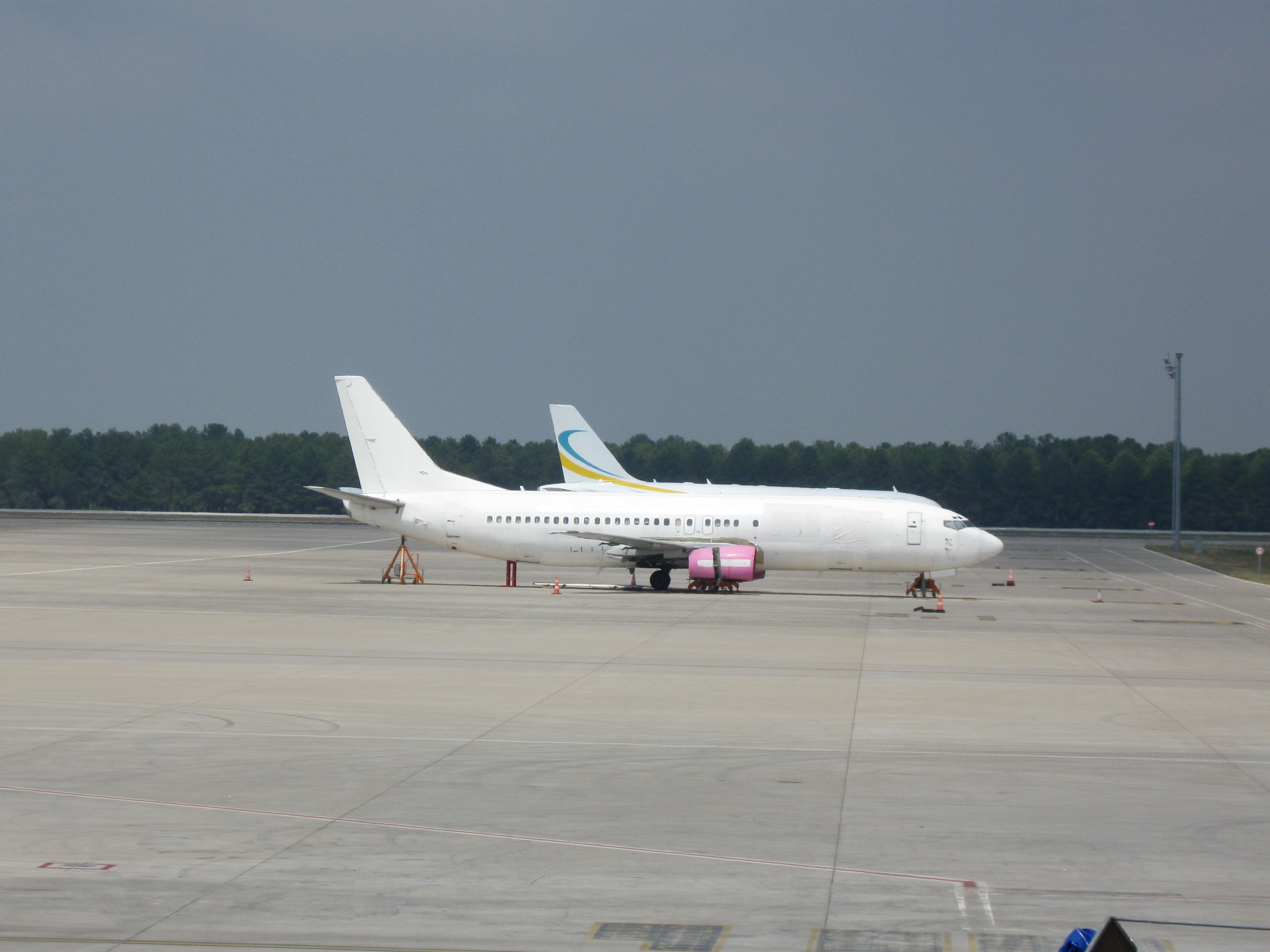
Nach Beschädigung abgestellte Boeing 737-400 TC-SKF der Sky Airlines

- Am 19. September 1976 wurde eine Boeing 727-2F2 der Türk Hava Yollari (Luftfahrzeugkennzeichen TC-JBH) im Anflug auf den Flughafen Antalya in den Berg Koçtepe bei Karatepe, Türkei, geflogen, weil der Erste Offizier eine Autobahn mit der Landebahn verwechselte (Controlled flight into terrain). Alle 154 Insassen starben (siehe auch Turkish-Airlines-Flug 452).[4]

- Am 10. Oktober 2011 verunglückte eine Boeing 737-400 der türkischen Sky Airlines mit dem Luftfahrzeugkennzeichen TC-SKF auf dem Flughafen Antalya. Bei der Landung brach das rechte Hauptfahrwerk ein und in der Folge schlug das Flugzeug mit dem rechten Triebwerk auf die Landebahn auf und blieb schließlich in Schräglage stehen. Grund dafür soll ein geplatzter Reifen sein. Alle 156 Insassen blieben unverletzt,[5] das betroffene Flugzeug wurde jedoch ausgemustert.[6]